# Intercarrierverfahren
Das Intercarrier-Verfahren, Zwischenträgerverfahren oder Differenzträgerverfahren wird in der Fernsehtechnik bei Empfang mit Einkanalton angewendet. Hierbei werden mit einem breitbandigen Zwischenfrequenz-Filter aus dem Frequenzgemisch des Tunerausgangs die Frequenzen 33,4 MHz bis 38,9 MHz ausgefiltert.
Der ZF-Bildträger, der ZF-Tonträger und der ZF-Farbträger werden in dem gemeinsamen ZF-Verstärker verstärkt. Im gemeinsamen Demodulator entsteht durch Mischung des Signals mit der Trägerfrequenz 38,9 MHz (=Bildträger) und dem ZF-Tonträger (33,4 MHz) der Tonträger mit 5,5 MHz.
Am Ausgang des Demodulators liegt das BAS-Signal und die Farbartsignalspannung mit 4,43 MHz als Differenz aus dem ZF-Bildträger und dem ZF-Farbträger an. Der Tonträger wird ausgefiltert, verstärkt und in einem FM-Demodulator demoduliert.

Blockschaltbild des Intercarrierverfahrens

Vorteilhaft ist bei dem Intercarrier-Verfahren, dass auch bei ungenauer Sendereinstellung im Tuner eine fast konstante Tonträger-ZF und Farbträger-ZF entstehen, da senderseitig die Frequenzen des Bildträgers, des Tonträgers und des Farbträgers nur höchstens 3 kHz gegeneinander schwanken. Ein weiterer Vorteil ist, dass die Tonträger-ZF-Spannung (33,4 MHz) im Bild-ZF-Verstärker mitverstärkt wird und dadurch Verstärkerstufen eingespart werden können. Da jedoch heute meist IC verwendet werden, verursacht der zusätzliche Einbau von Verstärkerstufen nur geringe Kosten.
Nachteilig ist jedoch beim Intercarrier-Verfahren, dass wechselseitige Störungen zwischen Bildsignal und Tonsignal auftreten können, da im Bild-ZF-Verstärker beide Signale verstärkt werden. Bei zu großen Tonsignalen treten Bildstörungen in Form eines Moires auf. Bildsignale können Tonstörungen hervorrufen. Deshalb ist eine starke Begrenzung der Ton-ZF-Spannung im Ton-ZF-Teil erforderlich. Besonders beim Einblenden von Textzeilen in das Fernsehbild und bei zu großer Bildamplitude kann es zum Intercarrierbrummen kommen. Solche Tonstörungen machen sich bei Stereoübertragung besonders bemerkbar.
Siehe auch: Paralleltonverfahren, Quasi-Paralleltonverfahren